# Ejido de Atotonilco
Ejido de Atotonilco är ett samhälle (ejido) i Mexiko, tillhörande kommunen Ixtlahuaca i den västra delen av delstaten Mexiko. Orten hade 877 invånare vid folkräkningen 2010.